# 伯多祿·魯比亞諾·薩恩斯
伯多祿·魯比亞諾·薩恩斯（西班牙語：Pedro Rubiano Sáenz；1932年9月13日—2024年4月15日）是天主教哥倫比亞籍司鐸級樞機及波哥大總教區榮休總主教。

## 生平
伯多祿於1932年9月13日在哥倫比亞西部地區考卡山谷省的城市卡塔戈出生。他於波帕揚就讀神學院。他於1956年7月5日晉鐸。1956年至1971年，他負責牧靈職務。他曾擔任卡利總教區財務主任和牧民副代表。他又擔任卡利的聖地亞哥總學院副校長。
他於1971年晉牧，並於1972年7月11日獲任命為庫庫塔教區主教。他於1985年2月7日升任卡利總教區總主教，1994年12月27日改任為波哥大總教區總主教。教宗若望·保祿二世於2001年2月8日將他擢升為司鐸級樞機。2002年，他被選為哥倫比亞主教團主席。他曾參加2005年教宗選舉秘密會議。他於2010年7月8日榮休，魯文·薩拉薩爾·戈麥斯接替成為波哥大總教區正權總主教。